# Wiertka złotawa
Wiertka złotawa (Cliona celata) – gatunek niedużej gąbki z rejonu Atlantyku. Dość powszechnie występująca. Cechuje się wwiercaniem w skorupy mięczaków (głównie małży).
BudowaNieduża (do ok. 1 cm). Ubarwienie żółte lub pomarańczowe. Kulisty kształt ciała. Występują liczne megaskleryty jednoosiowe, nietworzące żadnych uporządkowanych struktur, brak mikrosklerytów.
Tryb życiaWiertka drąży tuneliki w skorupach małży i ślimaków morskich. Na zewnątrz korytarza wystaje zwykle tylko niewielki jej fragment, który pobiera pokarm i natlenioną wodę.